# Kaloján bolgár cár
Kaloján (1168 – 1207. október 8., Thesszaloniki) bolgár cár 1197-től haláláig.
I. Iván Aszen és II. Péter öccseként született. Trónra lépte után – mint a görögök engesztelhetetlen ellensége – minden évben pusztítva, rabolva betört Trákiába és Macedóniába. Ezeken a rablóhadjáratokon többször egészen Konstantinápoly falai alá jutott. 1201-ben kénytelenek voltak a görögök békét kötni vele és az általa elfoglalt területeket átengedni. Kaloján birodalma ekkor Belgrádtól az alsó Maricáig és Agatopoliszig a Fekete-tengeren, a Duna torkolatától a Strymonig és felső Vardarig terjedt. Belgrád, Branicsevo, Nis, Szkopje és Velburzsd is a bolgár cár birodalmához tartozott. III. Ince pápa pedig 1204-ben koronát küldött Kalojánnak. Kaloján visszaverte a magyar hódítási kísérletet is.
Miután 1203-ban a latin keresztesek Konstantinápolyt elfoglalták és a Latin Császárságot megalapították, Kaloján megijedt és szövetséget akart kötni velük. De a büszke latinok ajánlatát megvetéssel visszautasították, amiből a latinokra nézve nagyon szerencsétlenül végződő háború keletkezett. 1205. április 15-én Drinápolynál volt a döntő ütközet, amelyben maga Balduin császár a győztes bolgárok fogságába esett (a cár egyébként a bogumilokkal szövetkezett) és később a cár kegyetlen halált juttatott neki. A latinok elvesztették egész Trákiát, Konstantinápoly, Rodostó és Szelimbria kivételével. Kaloján sikerrel folytatta a háborút Balduin utódja és a latin hűbéresek ellen, mígnem 1207. október 8-án – a cár felesége unszolására – egy kun ember meggyilkolta Thesszaloniki falai előtt.
Kaloján hatalmas és erélyes uralkodó volt, de kegyetlenségei a görögöket oly borzalommal töltötték el, hogy történészeik őt "Skylojoannesnek", azaz "kutya Jánosnak" nevezték. Ezzel szemben a bolgár népmondákban a "nagy és jámbor Kalojanco cár" emléke még ma is él.